# Limbaži
Limbaži (Ausspracheⓘ, livisch Limbaž, deutsch Lemsal) ist eine ehemalige Hansestadt im Norden Lettlands (Region Vidzeme) und Zentrum des gleichnamigen Verwaltungsbezirkes (Limbažu novads). Im Jahre 2022 zählte die Stadt 6.701 Einwohner.

## Ortslage
Die Stadt liegt am Nordende des Limbažu Lielezers (lettisch: Großer Limbaži-See), 75 km nordnordöstlich der Hauptstadt Riga zwischen Valmiera im Osten und der 20 km westlich gelegenen Rigaer Bucht.

## Geschichte

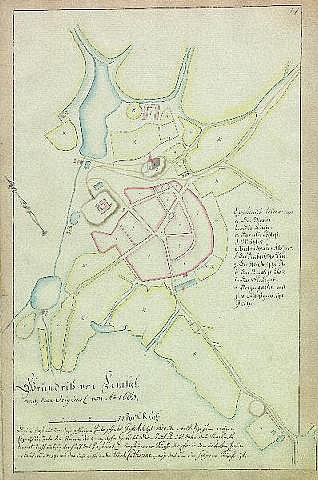
Stadtgrundriss Anno 1663

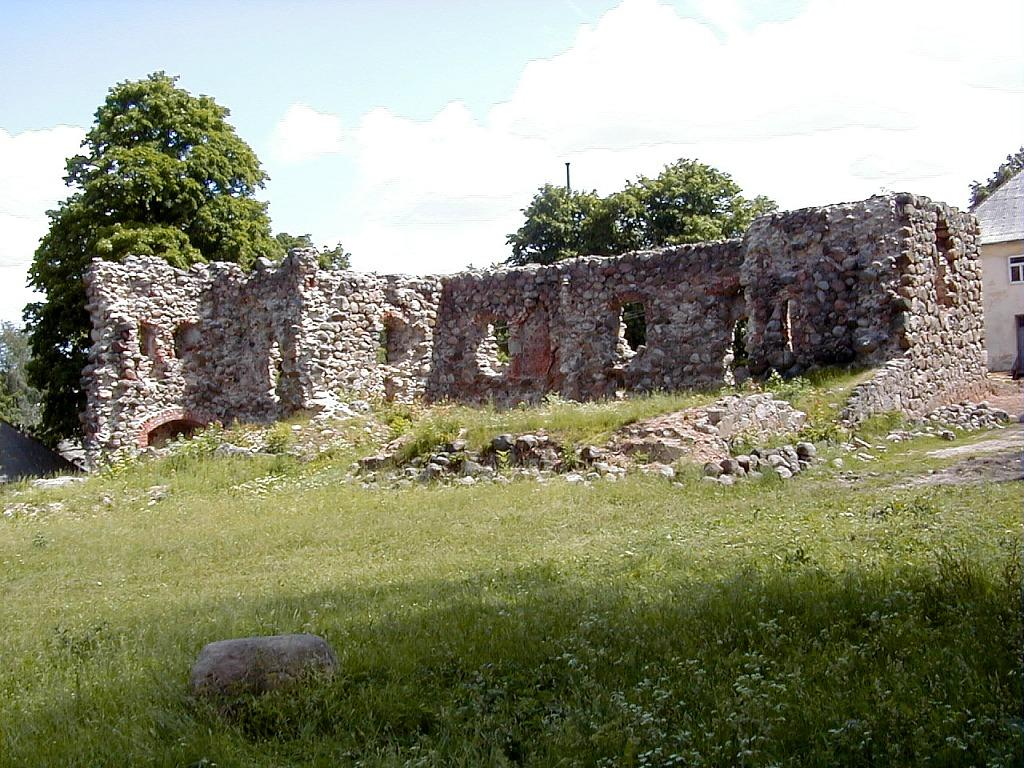
Burgruine vor der Restaurierung

Vom 10. Jahrhundert an bestand hier die livische Festung „Lemesele“ an der Kreuzung zweier Handelswege. Die Ansiedlung, die sich um die 1318 erstmals schriftlich erwähnte Bischofsburg Lemsal bildete, erhielt schon frühzeitig Stadtrechte und wurde Mitglied der Hanse. Damit ist das heutige Limbaži eine der ältesten Städte im historischen Livland.
Im Jahre 1385 wurde vom Rigaer Erzbischof Johann IV Land zur Erweiterung des Ortes und das Lübecker Stadtrecht zugewiesen. Die Stadt errichtete zu ihrem Schutz Befestigungswälle. Zu dieser Zeit standen auf dem zentralen Marktplatz die St. Labrencis Kirche, das Innungshaus (für 3 Innungen) und das Rathaus. Etwa 400 Wohnhäuser gehörten zur Stadt. Gemessen an der Zahl der Einwohner war Lemsal nach Riga die zweitgrößte Stadt Livlands.
Zu Beginn des 16. Jahrhunderts nahm die Bedeutung der Stadt als Handelszentrum ab, da sowohl der zur Stadt führende Fluss Svetupe (lettisch: Svētupe) als auch der nahegelegene Dune-See (lettisch: Dūņezers) versandeten. Die Handelsschiffe konnten die Stadt nicht mehr erreichen; Riga und Salacgrīva übernahmen die Funktion als Ausfuhrhäfen.
Während des Livländischen Kriegs wurde Lemsal 1558 durch die Truppen Iwans des Schrecklichen niedergebrannt, 1567 geschah gleiches durch die Schweden und 1575 waren es wieder die Russen. Nach der wiederholten Besetzung durch die Schweden im Jahre 1602 wurde die Burg vollständig zerstört und ihre Verteidigungswälle geschleift. Diese wurden danach auch nicht wieder aufgebaut.
Der Schwedenkönig Gustav Adolf schenkte die Burg Limbaži der Stadt Riga. Da Riga kein Interesse an der Entwicklung konkurrierender Städte hatte, unterwarf es die Einwohner von Limbaži diversen Beschränkungen, die das Wirtschaftsleben einschränkten. Dennoch erholte sich die Stadt. Am Ende des 17. Jahrhunderts gab es bereits wieder 44 Wohnhäuser, 2 Kneipen, eine Kirche und eine Schule. In der Lutherischen Gemeindeschule wurden Kinder seit 1693 auch auf Lettisch unterrichtet.
Im Jahre 1747 brannte die Stadt innerhalb weniger Stunden ab, nur vier Gebäude überstanden die Feuersbrunst. Nach dem Wiederaufbau verlief die weitere Entwicklung recht langsam. Das historische Zentrum der Stadt hat noch seinen alten Straßenverlauf, so wie er 1385 nach dem Bau des Schutzwalls errichtet worden war. Der größte Teil der heutigen Altstadt von Limbaži stammt aus dem 18. Jahrhundert und vom Ende des 19. Jahrhunderts.
Eine größere wirtschaftliche Entwicklung begann mit dem Jahr 1877, nachdem Limbaži durch Gesetz aus seiner bisherigen Abhängigkeit von Riga entlassen wurde. Bereits 1876 wurde von A. Tiel ein großes Textilunternehmen gegründet, welches eine Wollspinnerei, Färberei, Druckerei sowie eine Hutfabrik und eine Weberei beinhaltete. Im Jahre 1913 wurde dieser Betrieb in eine gemeinsame belgische Aktiengesellschaft überführt, deren Direktor J. Husmann war.

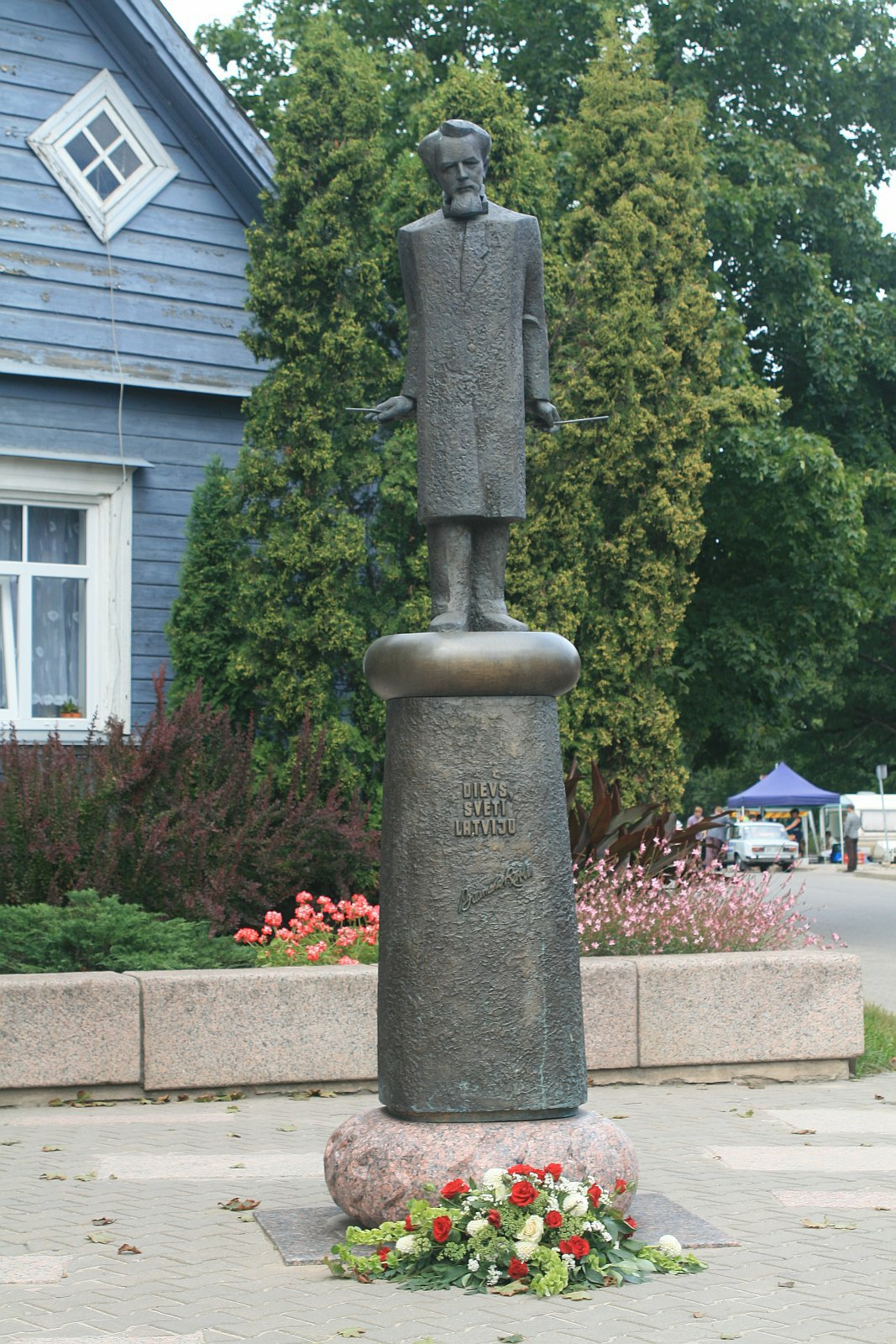
Denkmal Kārlis Baumanis

Nachdem Kārlis Baumanis im Jahr 1882 aus Sankt Petersburg nach Limbaži zog, entwickelte sich ein reges kulturelles Leben in der Stadt. Es wurde die Kulturgesellschaft von Limbaži gegründet und die erste öffentliche Bibliothek nahm ihre Arbeit auf. Es gab mehrere Druckereien in der Stadt. Die größte war das Druckhaus von Kārlis Paucītis, welches 1901 gegründet wurde und bis 1953 bestand.
Nach der Unabhängigkeit Lettlands setzte sich der wirtschaftliche Aufschwung fort. Neben der Textilindustrie gehörte die Molkerei zu den größten Betrieben.

## Bildungseinrichtungen
- Außenstelle der Landwirtschaftlichen Universität von Lettland
- Kinder- und Jugendzentrum
- Kulturhaus
- Kunstschule
- Museum von Limbaži (gegründet 1983)
- Musikschule
- Theater
- Zentral- und Kinderbibliothek
- Zentrum für Erwachsenenqualifizierung

## Bauwerke
- Die lutherische Johanniskirche geht auf das Jahr 1681 zurück. Sie wurde vom Rigaer Stadtbaumeister Rupert Bindenschuh entworfen.
- Die orthodoxe Verklärungskirche wurde von 1900 bis 1903 im neo-byzantinischen Stil errichtet.
- Das Grabmal von Kārlis Baumanis, Komponist und Dichter der lettischen Nationalhymne
- Burgruine

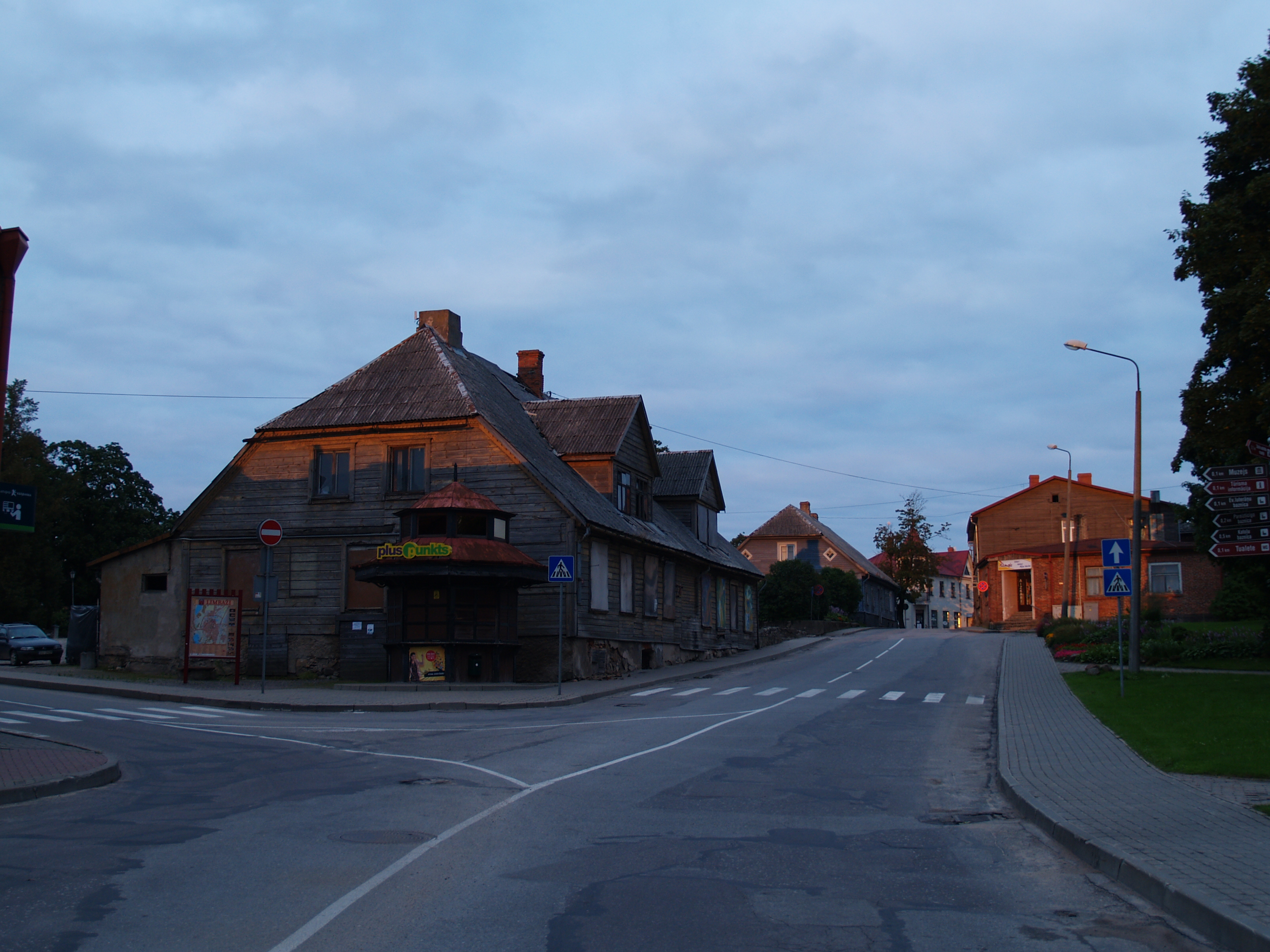
Blick in die Cēsu iela
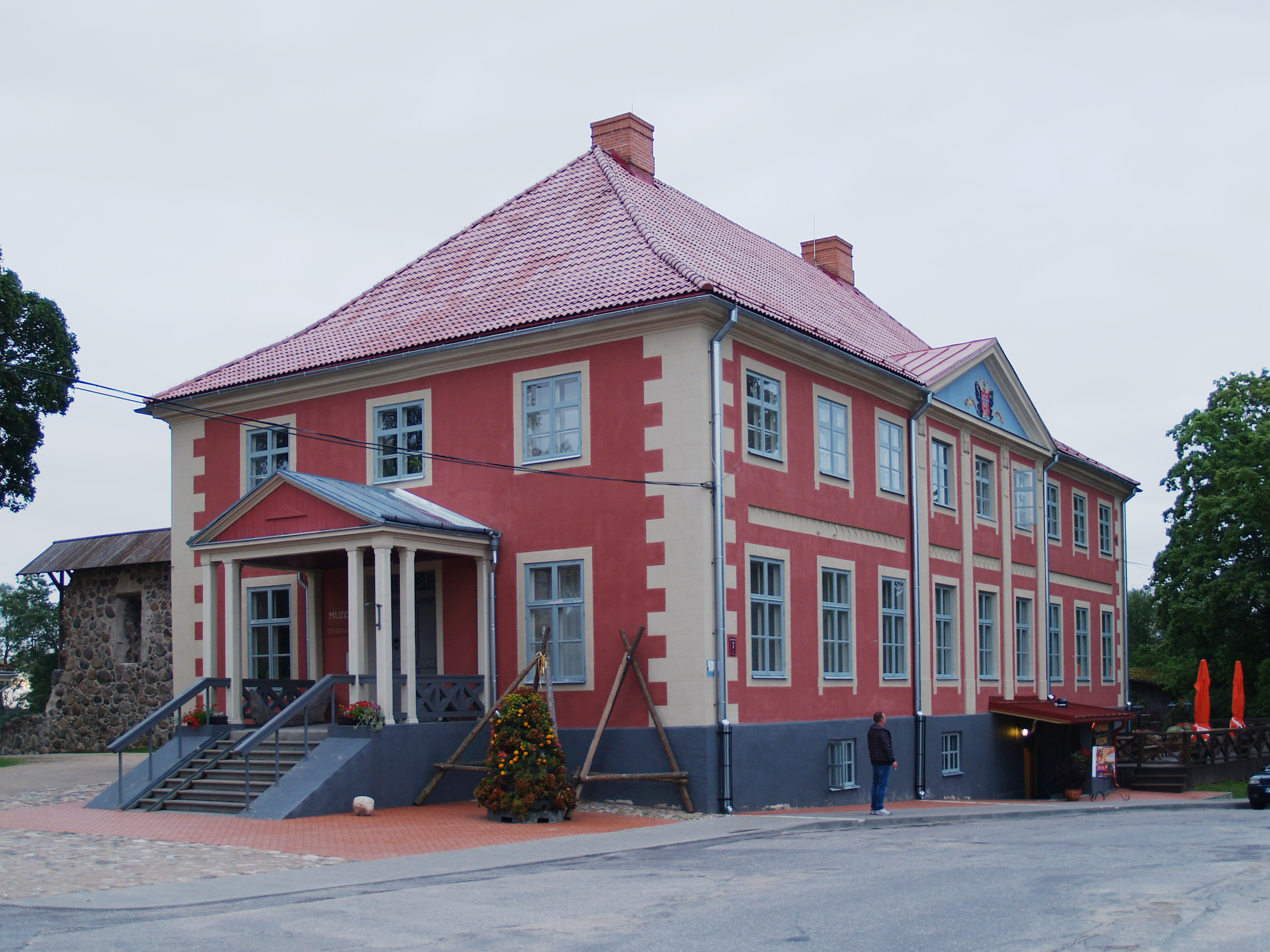
Museum
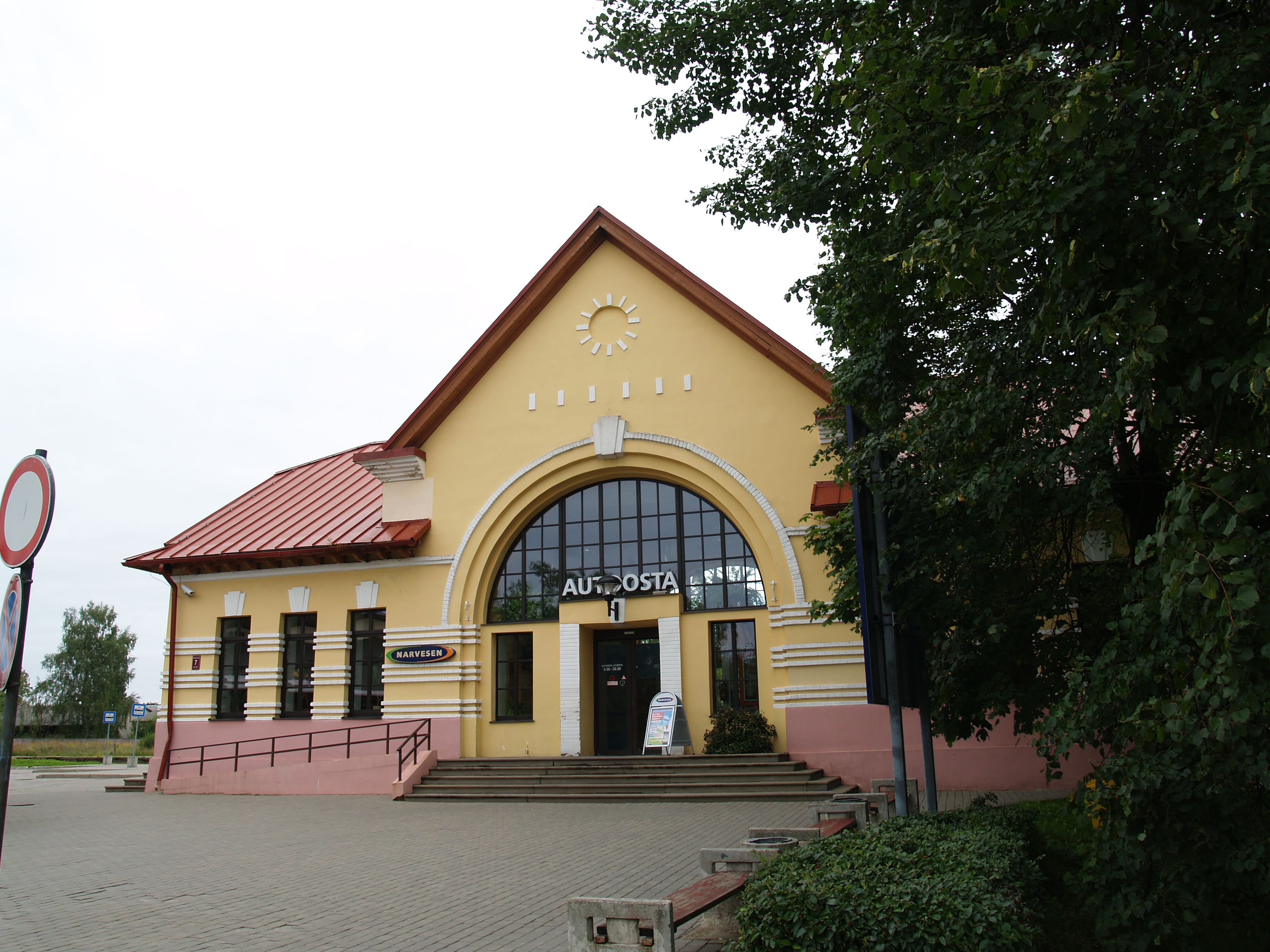
Busbahnhof (ehemaliger Bahnhof)
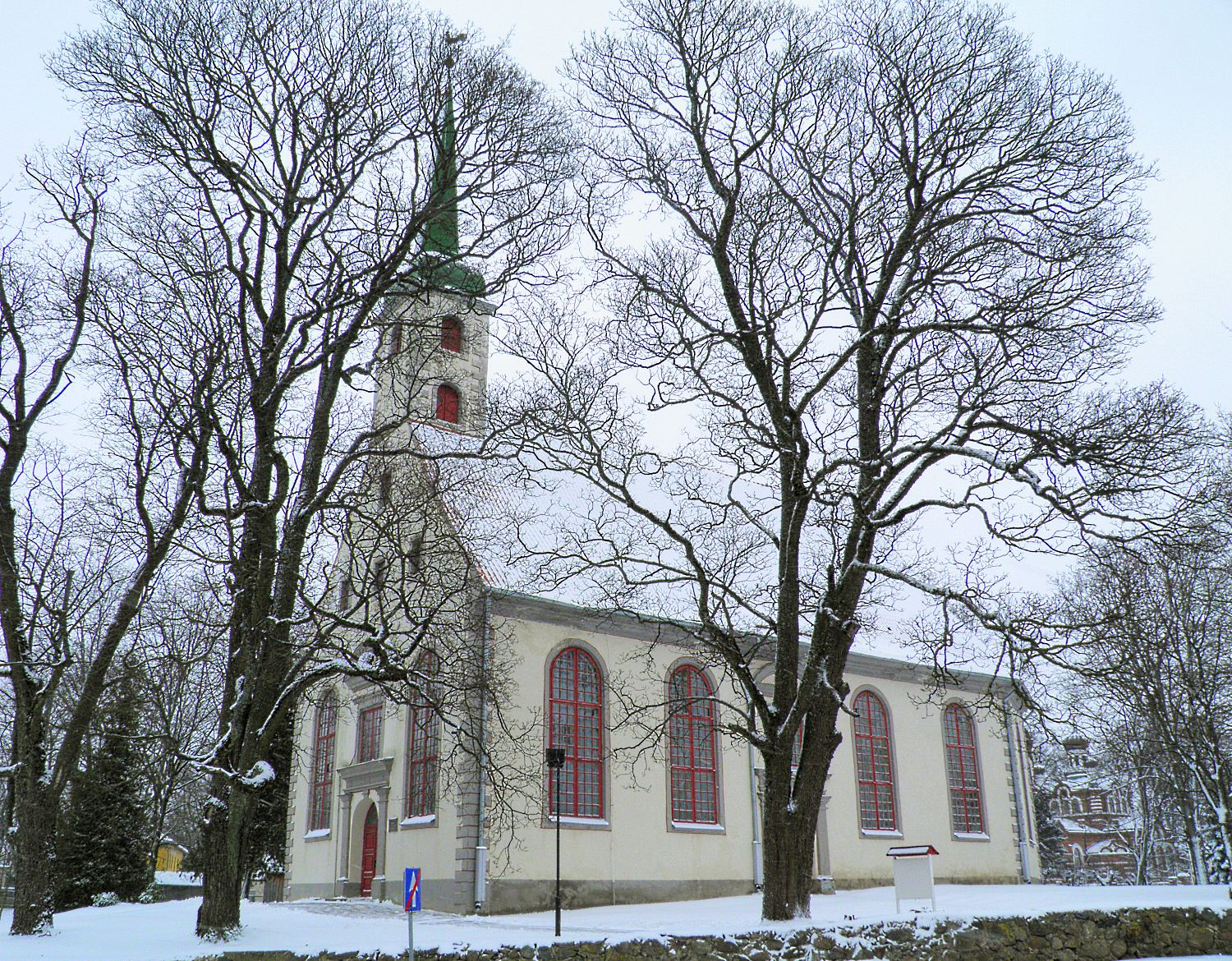
Lutherische Johanniskirche
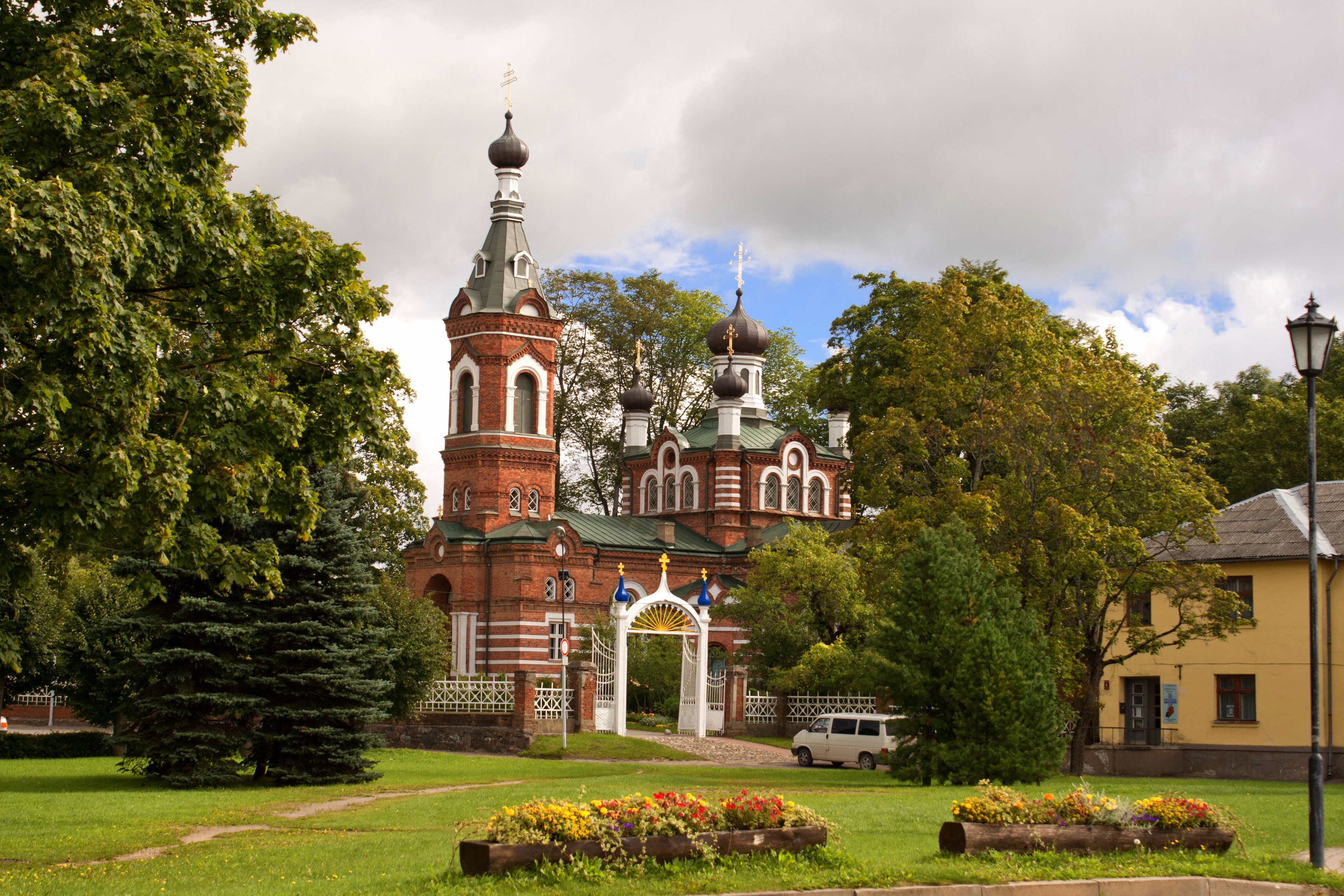
Orthodoxe Verklärungskirche

## Regelmäßige Veranstaltungen
- als Mitglied der Hanse beteiligt sich Limbaži an den alljährlichen Veranstaltungen zu den „Hanseatic Days“, dem Hansetag der Neuzeit
- am ersten Wochenende im August feiert Limbaži alljährlich das Stadtfest
- zweijährlich findet ein internationales Theaterfestival statt

## Sonstiges
- Es besteht eine Städtepartnerschaft mit Anklam (Deutschland).
- Der  Name Limbaži führt Erzählungen zufolge auf einen schwedischen Pfaffen zurück, welcher zufällig die Worte „Limba“ und „āži“ (deutsch: Ziegenbock) hörte. Er war der Meinung, dass die Zusammenfügung dieser Worte gut als Bezeichnung für diese Gegend passe und seitdem trägt die Stadt diesen Namen.

## Personen
- Māris Kučinskis (* 1961), Politiker
- Inese Jursone (* 1981), Beachvolleyballspielerin
- Artis Lazdiņš (* 1986), Fußballspieler
- Mārcis Ošs (* 1991), Fußballspieler
- Anete Sietiņa (* 1995), Speerwerferin
- Mārtiņš Ķigurs (* 1997), Fußballspieler
- Viesturs Meijers (1967 – 2024), Schachspieler